# فيرفاكس (كارولاينا الجنوبية)
فيرفاكس (بالإنجليزية: Fairfax, South Carolina)‏ هي معلم جغرافي تقع في الولايات المتحدة في مقاطعة ألينديل. يقدر عدد سكانها بـ 2,025 نسمة ومساحتها 8.6 كم2 وترتفع عن سطح البحر 42 متر.

## التركيبة السكانية
حدّد مكتب تعداد الولايات المتحدة بيانات التركيبة السكانية لفيرفاكس في تعداد الولايات المتحدة. في ما يلي، التركيبة السكانية حسب تعدادي 2000 و2010.

### تعداد عام 2000
بلغ عدد سكان فيرفاكس 3,206 نسمة بحسب تعداد عام 2000، وبلغ عدد الأسر 845 أسرة وعدد العائلات 549 عائلة مقيمة في البلدة. في حين سجلت الكثافة السكانية 373.7 نسمة لكل كيلومتر مربع (967.9/ميل2). وبلغ عدد الوحدات السكنية 948 وحدة بمتوسط كثافة قدره 110.5 لكل كيلومتر مربع (286.2/ميل2).
وتوزع التركيب العرقي للبلدة بنسبة 25.73% من البيض و73.46% من الأمريكيين الأفارقة و0.12% من الأمريكيين الأصليين و0.12% من الأمريكيين ذوي الأصول الآسيوية و0.37% من الأعراق الأخرى و0.19% من عرقين مختلطين أو أكثر و0.34% من الهسبانيون أو اللاتينيون من أي عرق.
بلغ عدد الأسر 845 أسرة كانت نسبة 39.2% منها لديها أطفال تحت سن الثامنة عشر تعيش معهم، وبلغت نسبة الأزواج القاطنين مع بعضهم البعض 30.1% من أصل المجموع الكلي للأسر، ونسبة 29.5% من الأسر كان لديها معيلات من الإناث دون وجود شريك،  بينما كانت نسبة 5.4% من الأسر لديها معيلون من الذكور دون وجود شريكة وكانت نسبة 35% من غير العائلات. تألفت نسبة 32.9% من أصل جميع الأسر من عدة أفراد يعيشون في نفس المنزل ونسبة 14.7% كانت تتألف من شخص يعيش بمفرده يبلغ من العمر 65 عاماً أو أكثر. وبلغ متوسط حجم الأسرة المعيشية 2.46، أما متوسط حجم العائلات فبلغ 3.13.
بلغ العمر الوسطي للسكان 34.9 عاماً. وكانت نسبة 18.6% من القاطنين تحت سن الثامنة عشر، وكانت نسبة 6.4% بين الثامنة عشر والرابعة والعشرين عاماً، ونسبة 15.1% كانت واقعةً في الفئة العمرية ما بين الخامسة والعشرين والرابعة والأربعين عاماً، ونسبة 15.3% كانت ما بين الخامسة والأربعين والرابعة والستين، ونسبة 9.2% كانت ضمن فئة الخامسة والستين عاماً فما فوق. يوجد لكل 100 أنثى 88.5 ذكر، ويوجد لكل 100 أنثى في الثامنة عشر من عمرها فما فوق 76.2 ذكر.
بلغ متوسط دخل الأسرة في البلدة 17,083 دولارًا، أما متوسط دخل العائلة فبلغ 26,097 دولارًا. وكان متوسط دخل الذكور 26,759 دولارًا مقابل 19,471 دولارًا للإناث. وسجل دخل الفرد الخاص بالبلدة 8,940 دولارًا. وكانت نسبة 26.4% من العائلات ونسبة 37.8% من السكان تحت خط الفقر، وكان من هؤلاء نسبة 49.8% تحت سن الثامنة عشر ونسبة 26.9% في الخامسة والستين من العمر وما فوق.

### تعداد عام 2010
بلغ عدد سكان فيرفاكس 2,025 نسمة بحسب تعداد عام 2010، وبلغ عدد الأسر 833 أسرة وعدد العائلات 518 عائلة مقيمة في البلدة. في حين سجلت الكثافة السكانية 236 نسمة لكل كيلومتر مربع (611.2/ميل2). وبلغ عدد الوحدات السكنية 954 وحدة بمتوسط كثافة قدره 111.2 لكل كيلومتر مربع (288.0/ميل2).
وتوزع التركيب العرقي للبلدة بنسبة 19.80% من البيض و78.62% من الأمريكيين الأفارقة و0.10% من الأمريكيين الأصليين و0.59% من الأمريكيين ذوي الأصول الآسيوية و0.69% من الأعراق الأخرى و0.20% من عرقين مختلطين أو أكثر و1.53% من الهسبانيون أو اللاتينيون من أي عرق.
بلغ عدد الأسر 833 أسرة كانت نسبة 32.1% منها لديها أطفال تحت سن الثامنة عشر تعيش معهم، وبلغت نسبة الأزواج القاطنين مع بعضهم البعض 28% من أصل المجموع الكلي للأسر، ونسبة 30% من الأسر كان لديها معيلات من الإناث دون وجود شريك،  بينما كانت نسبة 4.2% من الأسر لديها معيلون من الذكور دون وجود شريكة وكانت نسبة 37.8% من غير العائلات. تألفت نسبة 34.5% من أصل جميع الأسر من عدة أفراد يعيشون في نفس المنزل ونسبة 10.9% كانت تتألف من شخص يعيش بمفرده يبلغ من العمر 65 عاماً أو أكثر. وبلغ متوسط حجم الأسرة المعيشية 2.38، أما متوسط حجم العائلات فبلغ 3.06.
بلغ العمر الوسطي للسكان 40.8 عاماً. وكانت نسبة 24.5% من القاطنين تحت سن الثامنة عشر، وكانت نسبة 9.1% بين الثامنة عشر والرابعة والعشرين عاماً، ونسبة 22.1% كانت واقعةً في الفئة العمرية ما بين الخامسة والعشرين والرابعة والأربعين عاماً، ونسبة 28.6% كانت ما بين الخامسة والأربعين والرابعة والستين، ونسبة 15.7% كانت ضمن فئة الخامسة والستين عاماً فما فوق. وتوزع التركيب الجنسي للسكان بنسبة 44.1% ذكور و55.9% إناث.